# Володимир Всеволодович (князь стародубський)
Володи́мир-Димитро́ Все́володович (25 жовтня 1193 — 6 грудня 1227) — син Всеволода III Юрійовича (Велике Гніздо), князь юр'євський (1212—1214 рр.), переяславський (1215—1217 рр.), стародубський (1217—1227 рр.). Був одружений з дочкою Гліба Святославича (?—1238).

## Життєпис
В 1192 році 15-річним юнаком Володимир супроводжував батька в поході на Чернігів, а по смерті батька (1212 р.) брав участь у міжусобній війні старших братів, Костянтина і Юрія, перебуваючи спочатку на стороні Юрія, а потім Костянтина. Останній наказав Володимиру залишити зайнятий ним Волоколамськ (очевидно, Володимир ще не мав спадку), і доручив йому захист Москви. У 1213 р. Юрій послав його на князювання в Переяслав. Тут в 1215 р в битві з половцями він був взятий в полон, після звільнення з якого, в 1217 р. отримав від старших братів Стародуб. В 1224 році прийняв схиму, і невдовзі, 6 грудня 1227 року помер ченцем.